# List & Francke
List & Francke war eine 1862 gegründete Antiquariatsbuchhandlung in Leipzig, Meersburg am Bodensee, St. Gallen/Schweiz, Naunhof, Überlingen und wieder Meersburg, die bis 2022 bestand.

## Geschichte

Die Firmengründer
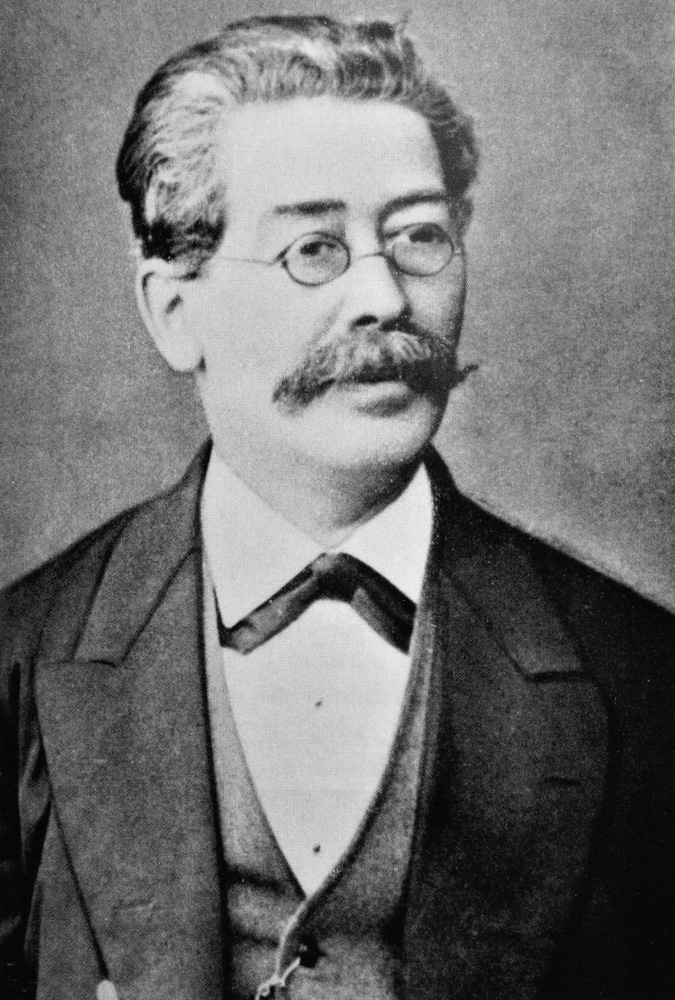
Felix List
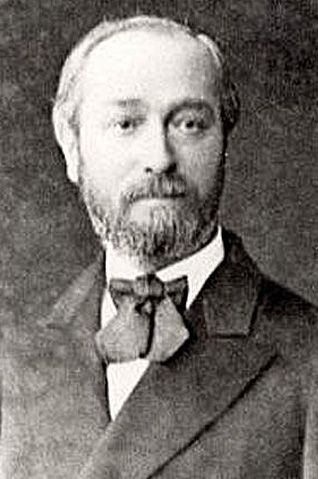
Hermann Francke

Am 2. Januar 1862 gründeten in Leipzig die Buchhändler und Antiquare Felix List (1824–1892) und Hermann Francke (1822–1898) eine Antiquariatsbuchhandlung mit Auktionsinstitut und Verlag unter dem Namen List & Francke. Beide hatten sich 1843 bei Brockhaus & Avenarius in Paris kennengelernt und seit 1848 (Francke) und 1854 (List) im renommierten Unternehmen des Buchhändlers, Auktionators und Verlegers Theodor Oswald Weigel (1812–1881) im Haus Silberner Bär in Leipzig gearbeitet.

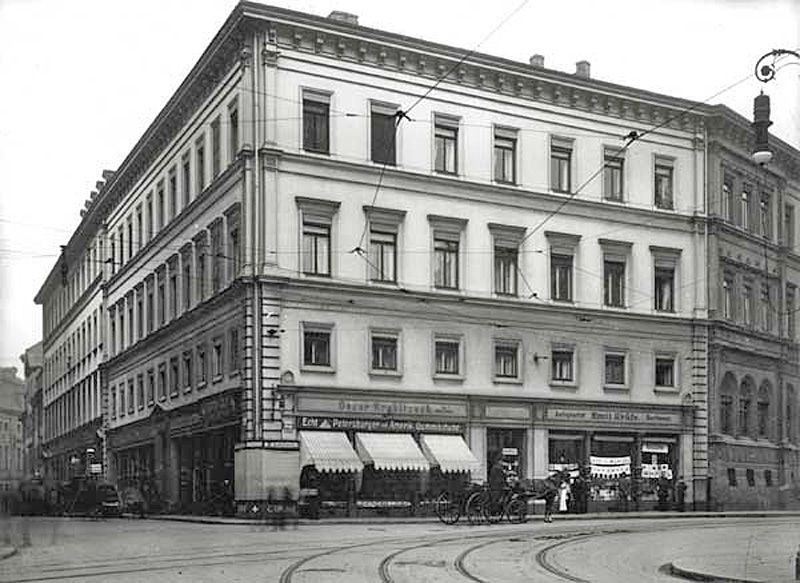
Das Geschäftshaus Universitätsstraße / Ecke Schillerstraße (um 1910)

Der Sitz von List & Francke – als Etagengeschäft ohne Laden – war bis 1868 in der Leipziger Wintergartenstraße und danach in der Universitätsstraße / Ecke Schillerstraße. Der später Weltruf genießende Antiquar und Verleger Karl Wilhelm Hiersemann (1854–1928) wurde 1869 Buchhändlerlehrling bei List & Francke und blieb dann noch bis 1874 als Gehilfe.
1884 kam Franckes Sohn Richard Woldemar Francke (1856–1929) als Prokurist in die Firma, später folgte sein jüngerer Bruder Reinhold Hermann Francke (1861–1929). Ende 1891 schied Hermann Francke aus Altersgründen aus der Firma aus. Als Felix List im Februar 1892 überraschend starb, wurden die Brüder Francke Alleininhaber. Der Firmensitz war nun bis 1922 in der Talstraße.
Nach sehr erfolgreichen 60 Jahren geriet die Firma nach dem Ersten Weltkrieg und vor allem während der Hyperinflation wie unzählige andere Unternehmen in Schwierigkeiten und musste 1923 schließlich verkauft werden. Über Walter Höckner kam sie 1925, außer dem Namen fast wertlos, an den Leipziger Antiquar und Verleger Friedrich Wilhelm Hendel (1887–1947). Dieser benutzte List & Francke nach 1934 unter diesem Namen als Buchhandlung für seinen Verlag. Der Hendelsche Verlag selbst hatte seinen Firmensitz von 1924 bis 1943 in Leipzig, von 1928 bis 1937 in Meersburg am Bodensee und von 1937 bis 1974 noch in Naunhof bei Leipzig.
Nach der durch die DDR betriebenen Zwangsauflösung in Naunhof wegen der Übersiedlung der Verlegerwitwe Elsbeth Hendel (1888–1984) in die Bundesrepublik übergab diese 1978 List & Francke ihrem Enkel Christian Lenhardt (* 1954), der bis 1985 ein Ladengeschäft mit Sortiment und Antiquariat in Überlingen am Bodensee betrieb und dann List & Francke wieder nach Meersburg verlegte, wo das Antiquariat bis 2022 nur noch Versand ohne Ladengeschäft betrieb. Von 1999 bis 2022 war List & Francke auf verschiedenen Antiquariatsplattformen im Internet vertreten, zeitweise mit eigener Website. Ende März 2022 wurde der Geschäftsbetrieb aus Altersgründen eingestellt.

## Aktivitäten

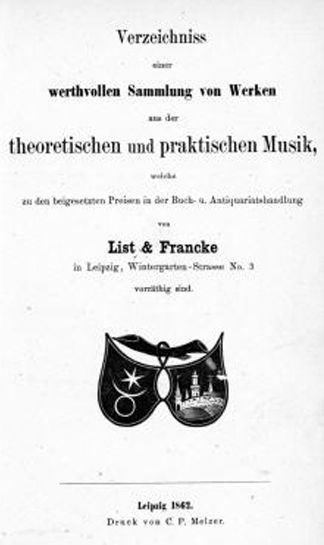
Der erste Katalog der Firma von 1862

In ihrer Leipziger Zeit gelangte die Firma zu Weltruf. Bis 1922 erschienen 474 Antiquariatskataloge mit hunderttausenden Nummern. Bis 1916 wurden außerdem 146 meist sehr umfangreiche Auktionskataloge ausgegeben.
Ein Ereignis ersten Ranges im Internationalen Antiquariatsbuchhandel war im Januar 1869 die Versteigerung der umfangreichen Bibliothek (4484 Nummern) des zwei Jahre zuvor hingerichteten mexikanischen Kaisers Maximilian I. (1832–1867), Bruder des österreichischen Kaisers Franz Joseph I. (1830–1916). Zu der mehrtägigen Auktion reisten sogar Antiquare aus den USA nach Leipzig.
Im Jahr 1873 gelangte die einzigartige Bibliothek des russischen Schriftstellers Sergej Sobolewski (1803–1870) mit 4448 Titeln zur Versteigerung,
von denen das teuerste Einzelstück allein 7100 Taler erbrachte. Zum Vergleich – das Jahresgehalt eines Lehrers betrug zu dieser Zeit etwa 260 Taler.
Im Verlag von List & Francke wurden zwischen 1862 und 1911 in bescheidenem Umfang Werke aus vielen Gebieten verlegt. Schwerpunkt war Musikliteratur, so 1890 ein ergänzter Neudruck von Mendel/Reissmanns zwölfbändigem Musikalischen Konversationslexikon und grundlegende Biographien von Beethoven, Mozart und Mendelssohn-Bartholdy.
Eine Spezialität der Firma war neben dem Musikalien- der Autographenhandel. List & Francke wurde im Laufe der Jahre zu einem der bedeutendsten Händler weltweit, da viele große Sammlungen von internationaler Bedeutung durch ihre Vermittlung zum Verkauf über Autographenkataloge und Auktionen kamen. So wurde 1896–1898 in sieben Auktionen die Sammlung Wilhelm Künzel (1910–1836) versteigert, mit über 50.000 Autographen die wohl bis heute umfangreichste versteigerte Privatsammlung.
Ab 1978 wurde die Ausgabe von Antiquariatskatalogen nach 56 Jahren Unterbrechung am Bodensee fortgesetzt, wobei 1995 mit 6000 Titeln der umfangreichste Katalog seit 1895 erschien, sowie ein Jahr darauf der 516. als letzter gedruckter.